# Hong nővérek
A Hong nővérek (hangul: 홍자매 Hong csame) népszerű dél-koreai forgatókönyvíró páros. „Sikercsinálóként” tartják őket számon, akiknek „szellemes ötletei még mélyebbre húzzák a nézőt a varázslatba”. Hong Dzsongun (1974) és húga Miran (1977) a Delightful Girl Choon-Hyang című sorozattal debütáltak 2005-ben a KBS2 csatornán.

## Pályafutásuk
A nővérek varietéműsorok írásával kezdték a pályafutásukat, első televíziós sorozatuk a Delightful Girl Choon-Hyang volt a KBS2 csatornán 2005-ben. A nővérek kritikai sikert arattak a sorozattal, főképp az epizódok végére írt, paródiajellegű epilógusok tetszettek a nézőknek, amelyben a szereplők Csoszon-kori öltözékben jelentek meg.
Következő sorozatuk, a My Girl hasonlóan sikeres volt, 20%-os nézettséggel. A sorozat sztárrá emelte a főszereplő I Dahét és többek között Kínában, Tajvanon, Hongkongban és Japánban is sikerrel vetítették.
A Couple or Trouble című 2006-os sorozatuk az 1987-es hollywoodi film, A vasmacska kölykei történetét dolgozza fel, ahol egy gazdag feleség amnéziában szenved és egy építési kisvállalkozó fogadja be. A sorozat forgatási helyszíne, a Namhe-sziget igazi turistalátványosság lett a sorozat népszerűségének köszönhetően.
2008-ban a nővérek a Hong Gildong című sorozattal elnyerték a legjobb televíziós műsor díját a Roma Fiction Festen. A sorozat a népszerű népi hős, Hong Gildong köré épül, azonban nem hagyományos módon, mivel ez volt a koreai televíziózás történetének első „komikus történelmi sorozata”, például olyan meghökkentő jelenetekkel, amelyekben Csoszon-kori kiszengek techno zenére táncolnak.
A 2009-ben az SBS csatornán műsorra tűzött You’re Beautiful epizódjai a YouTube-on is megtekinthetőek voltak, ennek köszönhetően a sorozat rendkívüli online népszerűségnek örvendett, és  internetes „kultuszsorozattá” vált. A sorozat népszerűbb volt Japánban, Kínában, Tajvanon és más ázsiai országokban, mint Dél-Koreában, ahol átlagos volt a televíziós nézettsége. Nemzetközi népszerűsége miatt azonban remake is készült belőle, Japánban Ikemen deszu ne címmel 2011-ben, Tajvanon pedig Fabulous Boys címmel 2013-ban. A sorozat rendkívüli népszerűséget hozott a főszereplő Csang Gunszok számára Japánban, ahol a DVD-kölcsönzési adatok felülmúlták a koreai hullám úttörőjének számító Winter Sonata-ét.
2010-es My Girlfriend Is a Nine-Tailed Fox című sorozatukban a népszerű természetfeletti koreai mesealakok, a kumihók világát térképezték fel modern környezetben. A sorozat alacsony, 11% körüli nézettséggű volt.
A The Greatest Love című sorozatuk 2011-ben már nagyobb sikereket ért el, hét díjat nyert az MBC Drama Awardson, beleértve a legjobb forgatókönyvért járó díjat is. A sorozat a szórakoztatóipar világába kalauzolja a nézőket, ahol a főszereplő szupersztár beleszeret egy bukott popénekesnőbe.
A nővérek pályafutásának legkevésbé sikerese sorozata a Big volt 2012-ben, ami folyamatosan 10% alatti nézettséget tudott csak felmutatni, és a rivális csatornákon azonos sávban futó sorozatokkal nem tudta felvenni a versenyt.
2013-ban a Hong nővérek egy romantikus horror-vígjátékkal tértek vissza a képernyőre, melyben egy gazdag bevásárlóközpont-igazgató furcsa eseményekbe keveredik, köszönhetően egy szellemeket látni képes nőnek. A főműsoridőben azonos sávban vetített esti sorozatok közül a Master’s Sun volt a legnagyobb nézettségű, átlagosan 17%-os nézettséggel.

## Filmográfia
- A lelkek alkímiája (tvN, 2022)
- Hotel del Luna (tvN, 2019)
- Hvajugi (tvN, 2017)
- Warm and Cozy (MBC, 2015)
- Master’s Sun (SBS, 2013)
- Big (KBS2, 2012)
- The Greatest Love (MBC, 2011)
- My Girlfriend Is a Nine-Tailed Fox (SBS, 2010)
- You’re Beautiful (SBS, 2009)
- Hong Gildong (KBS2, 2008)
- Couple or Trouble (MBC, 2006)
- My Girl (SBS, 2005-2006)
- Delightful Girl Choon-Hyang (KBS2, 2005)